# Elaphoidella amabilis
Elaphoidella amabilis is een eenoogkreeftjessoort uit de familie van de Canthocamptidae. De wetenschappelijke naam van de soort is voor het eerst geldig gepubliceerd in 1993 door Ishida in Reid & Ishida.